# (16804) Bonini
(16804) Bonini est un astéroïde de la ceinture principale.

## Description
(16804) Bonini est un astéroïde de la ceinture principale. Il fut découvert le 27 septembre 1997 à Caussols par le projet ODAS. Il présente une orbite caractérisée par un demi-grand axe de 2,43 UA, une excentricité de 0,18 et une inclinaison de 10,4° par rapport à l'écliptique.

## Compléments